# سماوي شاحب
السماوي الشاحب (بالإنجليزية: celeste pallido (pale))‏ هو أحد تدرجات اللون الأزرق السماوي.